# レオノール・ミカエリス
レオノール・ミカエリス（ドイツ語: Leonor Michaelis [ˈleːonɔɐ mɪçaˈeːlɪs], 1875年1月16日 - 1949年10月8日）は、ドイツの生化学者、医師。酵素反応速度論に関するモード・メンテンとの共同研究によるミカエリス・メンテン式を確立した。

## 経歴
ベルリンに生まれる。フライブルク大学で医学を学んだのちベルリン大学に移り、1897年に博士号を取得した。その後、パウル・エールリヒ (1898 - 1899)、モーリッツ・リッテン (1899 - 1902)、エルンスト・ヴィクトル・フォン・ライデン (1902 - 1906) の助手を務めた。1906年にはベルリン・シャリテ病院の細菌学研究室室長に就任し、1908年にベルリン大学員外教授に就任。1922年、名古屋帝国大学医学部の生化学教授に就任。1926年にはメリーランド州ボルティモアのジョンズ・ホプキンス大学で医学研究の常勤講師に就任した後、1929年にはニューヨークのロックフェラー医学研究所（現在のロックフェラー大学）に移り、1941年に退官するまで同機関に勤めた。ニューヨークで死去。

## 業績
ミカエリス・メンテン式の定式化 (1913) の他、ヤヌスグリーンでミトコンドリアが超生体染色されることの発見 (1900)、尿路感染におけるミカエリス・グートマン体 (Michaelis-Gutmann body) の発見 (1902) の業績がある。また、チオグリコール酸がケラチンを溶解することを発見し、パーマネントウエーブ（パーマ）技術の一端を拓いた。